# Határújfalu
Határújfalu (1899-ig Podviszoka, szlovákul Podvysoká) község Szlovákiában, a Zsolnai kerületben, a Csacai járásban.

## Fekvése
Csacától 9 km-re délnyugatra, a Kiszuca partján, a 487-es út mentén fekszik.

## Története
1625-ben említik először. Területe részben a budatíni, részben a sztrecsnói váruradalomhoz tartozott, de a nagybiccsei uradalom is igényt tartott rá. A falu Podviszoka néven 1658-ban tűnik fel, amikor a budatíni uradalom urbáriumában az szerepel, hogy hét pásztor telepedett ide családjával együtt. Nevük is fennmaradt: Jano Slíš, Kuba Mravec, Jano Ryzek, Michal Nezgula, Vojtek Mravec, Greguš Trlik és Jano Pinka. Egyházilag a turzófalvi plébániához tartozott. Lakói az állattartáson kívül főként favágással foglalkoztak. 1662-ben 17 jobbágycsalád élt itt. 1720-ban a falunak malma és 15 adózó portája volt. 1770-ben a nagybiccsei uradalom része lett. 1784-ben 51 házában 63 család élt 356 lakossal, ebből az évből való a község pecsétje is.
A 18. század végén Vályi András így ír róla: „PODVISZOKA. Tót falu Trentsén Vármegyében, földes Ura Hg. Eszterházy Uraság, lakosai katolikusok, és másfélék is, fekszik Zakopcsjéhez nem meszsze, mellynek filiája, határbéli földgye sovány, más javai sintsenek, negyedik osztálybéli.”
1828-ban 75 házában 584 lakos élt. 1850-ben 560 lakosa volt.
Fényes Elek 1851-ben kiadott geográfiai szótárában így ír a faluról: „Podviszoka, tót falu, Trencsén vmegyében, hegyes, völgyes vidéken, a Kiszucza vize mellett, egy kis völgyben, ut. p. Csácza. Van 560 kath. lakosa, terméketlen határa, melly csak zabot és burgonyát terem. h. Eszterházy bicsei uradalmához tartozik.”
A trianoni békéig területe Trencsén vármegye Csacai járásához tartozott.

## Népessége
| Év:            | 1994. | 2004.    | 2014.   | 2024.   |
| -------------- | ----- | -------- | ------- | ------- |
| Emberek száma: | 1095  | 1213     | 1326    | 1347    |
| Eltérés:       |       | +10,77 % | +9,31 % | +1,58 % |

| Év:            | 2023. | 2024.   |
| -------------- | ----- | ------- |
| Emberek száma: | 1359  | 1347    |
| Eltérés:       |       | -0,88 % |

1910-ben 616, túlnyomórészt szlovák anyanyelvű lakosa volt.
2001-ben 1215 lakosából 1200 szlovák volt.
2011-ben 1301 lakosából 1274 szlovák volt.

## Nevezetességei
- Hétfájdalmú Szűzanya tiszteletére szentelt kápolnája 1840-ben épült. Egy 18. századi barokk plasztika található benne, amely a Szűzanyát a gyermek Jézussal ábrázolja.

## Külső hivatkozások
- Községinfó
- Határújfalu Szlovákia térképén
- A község története évszámokban
- E-obce.sk